# 시구레 우이
시구레 우이(しぐれうい)는 일본의 유튜버, 만화가, 일러스트레이터이다. 미에현 욧카이치시출신이며, 미에현 외 미술 대학에 진학하고 현재는 도쿄도 거주 중이다. 2019년 5월 18일부터 버추얼 유튜버 활동을 시작했다.